# Verso l'ignoto...
(L' anno del ritorno)
Verso l'ignoto... è un album del 1990 della cantante italiana Marcella Bella.

## Il disco
L'album, registrato a Londra con la collaborazione di Geoff Westley, è stato lanciato dalla partecipazione di Marcella con il fratello Gianni al Festival di Sanremo 1990 con l'omonimo brano, il cui 45 giri ha avuto un buon successo di vendita (80 000 copie). L'intensa Mi domando, estratta come singolo, è stata ripresa da Adriano Celentano e inserita nel suo album Io non so parlar d'amore del 1999. Da segnalare anche altre due canzoni: la raffinata E se qualcuno, scritta dai fratelli della cantante in occasione del suo matrimonio, e la ballata L'anno del ritorno.

## Tracce
1. Verso l'ignoto (testo: Gianni Bella – musica: Gianni Bella, Daniele Di Gregorio, Rosario Bella) – Cantata in duetto con Gianni Bella
2. Una sera a New York (respirare) (testo: Mogol – musica: Gianni Bella, Rosario Bella)
3. Mi domando (testo: Mogol – musica: Gianni Bella)
4. E se qualcuno (testo: Antonio Bella – musica: Gianni Bella, Rosario Bella)
5. L'anno del ritorno (testo: Stefano Pieroni – musica: Gianni Bella)
6. Premio extra (testo: Mogol – musica: Gianni Bella, Rosario Bella)
7. Porta pazienza Maria (testo: Cheope – musica: Renato Brioschi)
8. Pianeti (testo: Antonio Bella – musica: Rosario Bella)

## Formazione
- Marcella Bella – voce
- Geoff Westley – tastiera, programmazione
- Stuart Elliott – batteria
- Phil Palmer – chitarra
- Frank Ricotti – percussioni
- Jamie Talbot – sax
- Gianni Bella – cori